# Pont de Katiut
Le pont de Katiut (en albanais : Ura e Kadiu) est un pont ottoman situé à Bënja (sq), un village de l'ancienne municipalité de Dëshnicë (sq) du district de Përmet, en Albanie.